# Sluis Born

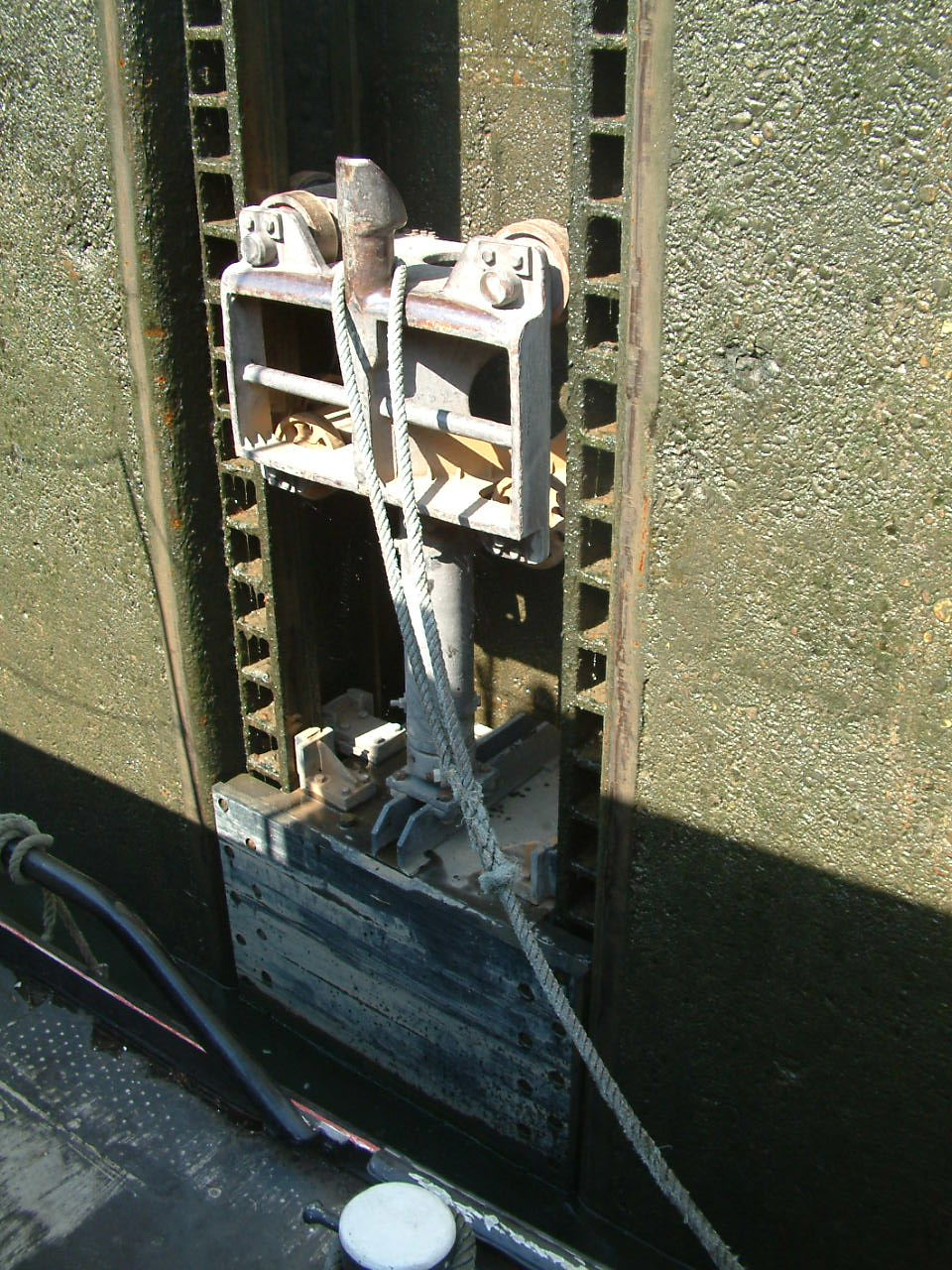
Met drijvende meerpalen.

Sluis Born is een sluizencomplex in het Julianakanaal in de Nederlandse provincie Limburg. Het complex bestaat uit drie sluizen naast elkaar, een oude (sluis 1) en twee nieuwe (sluis 2 en 3).
De oude sluis was een van de vier sluizen over de lengte van het kanaal, dat in 1934 gereedkwam, welke samen een verval van 23 meter moeten overbruggen. De sluizen lagen, in de stroomafwaartse richting, respectievelijk in Borgharen (of: Limmel), Born, Roosteren en Maasbracht.

## De oude sluis Born (aan de westzijde)
Gerekend vanaf de Stop van Ternaaien ligt op:
- KM 27,24 Oude sluis Born: kolklengte 132,50 m, kolkwijdte 13,50 m, drempeldiepte KP -3,60 m. Deze sluis met de karakteristieke heftorens wordt gewoonlijk niet meer bediend.[1]
- Net beneden de sluis staat de kilometerraai 21.

Over de sluis (en dus het Julianakanaal) ligt over het benedenhoofd op KM 27,31 een brug met doorvaarthoogte KP +6,95 m, die Grevenbicht met Born verbindt. Deze brug is geklasseerd als rijksmonument.. Ook de oude sluis is geklasseerd als rijksmonument.

## Twee nieuwe sluizen
In de jaren '60 van de 20e eeuw sloten weliswaar de steenkoolmijnen, maar het scheepvaartverkeer over Maas en Julianakanaal nam almaar toe, zowel wat betreft de beroepsvaart als de pleziervaart, waardoor de capaciteit van het Julianakanaal moest worden vergroot. Daartoe werden, parallel aan de reeds bestaande oude sluis te Born, twee nieuwe, en grotere, sluizen gebouwd. Deze werden in mei 1962 geopend. In 1964 werd de oude sluis bij Roosteren gesloopt. De nieuwe sluizen hadden een groter verval van 11,35 meter, bijna de helft van het totale verval over het kanaal. Vanwege dat verval zijn er drijvende palen in de schutsluizen. Met 11,35 meter hebben ze tevens het op een na grootste verval van alle sluizen in Nederland. De 13 kilometer stroomafwaarts gelegen sluis Maasbracht tussen Julianakanaal en Maas heeft een halve meter meer verval, 11,85 meter.
Er wordt tegenwoordig in Born met de twee nieuwe sluizen geschut tussen de streefpeilen van NAP +44,05 m voor het hoogst gelegen kanaalpand en NAP +32,65 m. van het benedenpand. De maximaal toegestane afmetingen van de te schutten schepen zijn: lengte 137,50 m, breedte 15,50 m en diepgang 3,00 m. De sluizen worden vanaf 2014 bediend vanuit Bediencentrale Maasbracht.
In 2009/2010 werd de oude sluis gerenoveerd en vervolgens werden, in 2011, de middensluis (sluis 2) vergroot, zodat ze geschikt zijn voor schepen tot 190 meter lengte. De middensluis werd verlengd naar 225 meter. De vaarweg ging daarmee naar CEMT-klasse Va. Gerekend vanaf de Stop van Ternaaien liggen op: 
- KM 27,31 Sluis Born (sluis 2) kolklengte 225,00 m, kolkwijdte 16,00 m, drempeldiepte KP -4,00 m, over het benedenhoofd op KM 27,39 een vaste brug: Wijdte 16,00 m, doorvaarthoogte 7,46 m
- KM 27,31 Sluis Born (sluis 3) kolklengte 142,00 m, kolkwijdte 16,00 m, drempeldiepte KP -4,00 m, over het benedenhoofd op KM 27,39 een vaste brug: Wijdte 16,00 m, doorvaarthoogte 7,46 m.[5]

De sluizen kunnen via de marifoon worden aangeroepen op VHF-kanaal 22.